# Francesco Ricciardi
Francesco Ricciardi, (né à Foggia le 12 juin 1758 et mort à Naples le 17 décembre 1842) comte de Camaldoli, est un homme politique italien, ministre de la justice à Naples pendant le règne de Joachim Murat.

## Biographie
Francesco Ricciardi nait le 12 juin 1758 à Foggia d’une famille noble de la ville. Envoyé à Naples par son père, il a maître l' helléniste Giacomo Martorelli, qui le distingue et lui dédie son Anthologie grecque. Ricciardi est alors à peine âgé de onze ans. Après avoir fait son cours de droit, il entre au barreau comme avocat et se distingue pendant les persécutions de 1799 assurant la défense de plusieurs accusés. L’année suivante, il épouse une demoiselle Granito. Il continue d’exercer la profession d’avocat jusqu’en 1806, époque à laquelle Joseph Bonaparte, ayant remplacé les Bourbons sur le trône de Naples, le nomme Conseiller d’État, président de la section de législation et directeur du bulletin des lois. Ricciardi commence alors la réforme de l’ordre judiciaire qu'il achève en qualité de grand-juge sous le règne de Joachim Murat. Nommé par celui-ci, au mois de février 1809, grand dignitaire de l’Ordre royal des Deux-Siciles, le 4 novembre suivant, il est chargé du portefeuille de la justice et du culte. Le code Napoléon avait déjà pris la place de l’ancienne législation, mais la partie pénale contenait certaines lacunes. En 1813, Ricciardi, achève la révision du code pénal, d’où il fait disparaître la peine de mort pour l’infanticide, la fausse monnaie et le vol à main armée non suivi de meurtre, la marque pour les condamnés aux travaux forcés et la mutilation pour les parricides. Pendant son ministère, il n’y a pas de persécutions politiques, et les tribunaux jouissent d’une entière indépendance. Ministre du culte, il améliore l’enseignement dans les établissements ecclésiastiques.
En 1814, il obtient le titre de comte Camaldoli fut en 1814 le prix de ses services et se retire des affaires que le 18 mai 1815, lorsque le beau-frère de Napoléon perd le trône de Naples. Rappelé au ministère en 1820, à la suite des mouvements insurrectionnels de 1820-1821 qui force Ferdinand IV à proclamer la constitution espagnole, Ricciardi reprend le portefeuille de la justice, du culte et du département de la police. Il donne sa démission le 5 décembre 1820 et le 18 du même mois, il quitte la vie publique. Pendant les cinq mois de son ministère, il a rédigé divers rapports concernant le code pénal, une loi sur le port d'armes, un remaniement de la magistrature, un audit sur la situation de la justice, du culte et de la police, l’établissement du jury et une circulaire adressée aux évêques et aux curés du Royaume. Ces rapports sont traduits en français ou cités par des journaux étrangers. Il n’aime pas la constitution espagnole et est partisan des gouvernements constitutionnels de France et d’Angleterre et par l’établissement de deux chambres. 
Membre dès 1807 de l’Académie royale des sciences de Naples (section des sciences morales), il en a été plusieurs fois élu président triennal, et après la mort de l’évêque de Pouzzoles, Carlo Rosini, il lui succéda dans les fonctions de président à vie des trois sections de la société royale bourbonienne.
Le comte Ricciardi de Camaldoli meurt à Naples le 17 décembre 1842. Son éloge fut prononcé par le marquis de Ceva-Grimaldi, le 11 juin 1843, à l’Académie des sciences de Naples et imprimé la même année (in-4°).

## Œuvres
Le fils cadet du comte de Camaldoli, Giuseppe Ricciardi, a publié en italien et en français différentes poésies et ouvrages politiques :
- Histoire d’Italie de 1850 à 1900, Paris, 1842, in-12 ;
- Discours aux Italiens, Paris, 1843, in-12 ;
- Poésies, 1844, in-12 ;
- A la mémoire des frères Bandiera, Paris, 1844, in-12 ;
- Encouragements à l’Italie, Paris, 1846, in-12 ;
- Histoire de la révolution d’Italie en 1848, 1850 ;
- Drames historiques, 1834.